# أليكس فرنانديز
أليخاندرو فرنانديز إغليسياس (بالإسبانية: Alejandro Fernández Iglesias)‏ (مواليد 15 أكتوبر 1992) هو لاعب كرة قدم إسباني يجيد اللعب في مركز خط الوسط , ويلعب أيضًا كلاعب خط وسط مهاجم وجناح هجومي أيمن , ويلعب حاليًا لنادي قادش الإسباني.

## بطولات وإنجازات اللاعب

### ريال مدريد كاستيا
- دوري الدرجة الثالثة الإسباني: 2011-2012

### إسبانيول
- كأس كاتالونيا: 2013–2014 - المركز الثاني.

### إسبانيا تحت 19
- بطولة أوروبا تحت 19 سنة لكرة القدم: 2011

## روابط خارجية
- أليكس فرنانديز على موقع الاتحاد الأوربي (الإنجليزية)
- أليكس فرنانديز على موقع قاعدة بيانات كرة القدم.إي يو (الإنجليزية)
- أليكس فرنانديز على موقع Soccerbase.com (لاعب) (الإنجليزية)
- أليكس فرنانديز على موقع Soccerway.com (الإنجليزية)
- أليكس فرنانديز على موقع عالم كرة القدم.نت (الإنجليزية)
- أليكس فرنانديز على موقع AS.com (الإسبانية)
- Álex Fernández